# Willpower (album will.i.ama)
#willpower – czwarty solowy album amerykańskiego rapera will.i.ama, lidera grupy The Black Eyed Peas. Początkowo miał zostać zatytułowany Black Einstein, jednak nazwę zmieniono gdyż obawiano się kontrowersji. Album miał zostać wydany już w 2011 roku, jednak datę jego ukazania się wielokrotnie zmieniano. Ostatecznie wydano go 19 kwietnia 2013.

## Single
Przed oficjalną produkcją albumu wydano dwa utwory: "T.H.E. (The Hardest Ever)", w którym gościnnie zaśpiewali Mick Jagger i Jennifer Lopez i "Great Times", który został wydany tylko w Brazylii.
- "This is Love" - nagrany z Evą Simons. Piosenka miała premierę w Capital FM i BBC Radio 14 maja 2012 roku. Jednym z producentów jest Steve Angello z zespołu Swedish House Mafia. Singiel bił rekordy popularności w wielu krajach. Na liście UK Singles Chart zadebiutował na 1. pozycji.
- "Scream & Shout" - drugi singel z gościnnym udziałem Britney Spears. Teledysk do piosenki miał premierę 28 listopada 2012 w amerykańskiej wersji The X Factor. Pod koniec stycznia 2013 pojawił się oficjalny remix z udziałem Lil Wayne'a, Wacka Flocka Flame, Hit Boya i Diddy'ego.
- "#thatPOWER" - trzeci singel nagrany z Justinem Bieberem, zapowiedziany 15 marca 2013 roku i wydany trzy dni później.
- "Fall Down" - czwarty singel nagrany z wokalistką Miley Cyrus, wydany 16 kwietnia 2013 roku[5].

## Lista utworów
1. "Good Morning" - 1:44
2. "Hello" - 4:45
3. "This is Love" (feat. Eva Simons) - 4:39
4. "Scream & Shout" (feat. Britney Spears) - 4:42
5. "Let's Go" (feat. Chris Brown) - 5:34
6. "Gettin' Dumb" (feat. apl.de.ap & 2NE1) - 5:13
7. "Geekin'" - 3:34
8. "Freshy" (feat. Juicy J) - 4:06
9. "#thatPower" (feat. Justin Bieber) - 4:39
10. "Great Times Are Coming" - 4:36
11. "The World is Crazy" (feat. Dante Santiago) - 3:59
12. "Fall Down" (feat. Miley Cyrus) - 5:07
13. "Love Bullets" (feat. Skylar Grey) - 4:11
14. "Far Away from Home" (feat. Nicole Scherzinger) - 3:54
15. "Ghetto Ghetto" (feat. Baby Kaely) - 3:52

Edycja Deluxe:
1. "Reach for the Stars" - 4:21
2. "Smile Mona Lisa" - 3:36
3. "Bang Bang" - 4:38

Międzynarodowa edycja Deluxe - CD2:
1. "Scream & Shout" (Hit-Boy Remix) (feat. Britney Spears, Hit Boy, Waka Flocka Flame, Lil Wayne & Diddy) - 5:55
2. "#thatPower" (Trap Remix) (feat. Justin Bieber)
3. "Bang Bang"

Japońska edycja Deluxe - CD2:
1. "Reach for the Stars" - 4:21
2. "Smile Mona Lisa" - 3:36
3. "Bang Bang" - 4:38
4. "Great Times" (Damien Leroy Version) - 3:10
5. "Scream & Shout" (Hit-Boy Remix) (feat. Britney Spears, Hit Boy, Waka Flocka Flame, Lil Wayne & Diddy) - 5:55